# Bordeaux-Paris 1891
Bordeaux-Paris 1891 est la 1re édition de la course cycliste Bordeaux-Paris qui se déroula du 23 au 24 mai 1891.
La victoire finale revient à George Pilkington Mills.

## Déroulement de la course

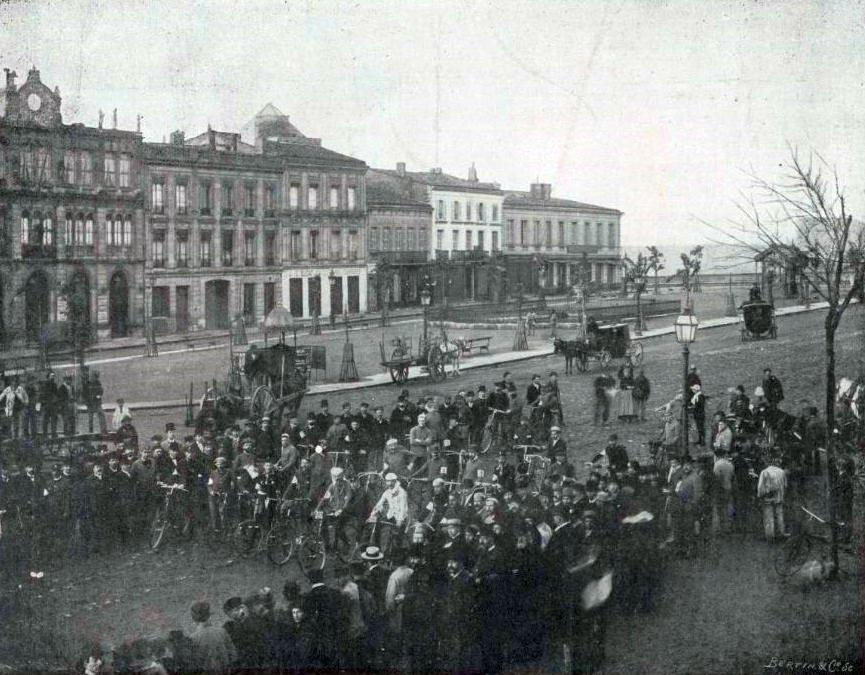
Vue d'ensemble du départ du premier Bordeaux-Paris, en 1891. Place du Pont, Bordeaux.

| Ville           | Kilométrage | Heure de passage de la tête | Ordre des premiers coureurs (retard) |
| --------------- | ----------- | --------------------------- | --- |
| Libourne        | 29          | 6 h 23                      | 1. Mills (-) 2. Holbein (-) 3. Edge (-) 4. Bates (-) 5. Laval (-) 6. Coullibeuf (-) 7. Twentyman (-) 8. Corre (+ 5 min) 9. Tarl (+ 5 min) 10. Gillot (+ 10 min) 11. Guillet (+ 10 min) 12. Renaud (+ 10 min)                      |
| Barbezieux      | 97          | 9 h 10                      | 1. Mills (-) 2. Holbein (-) 3. Edge (-) 4. Bates (-) 5. Laval (+ 6 min) 6. Coullibeuf (+ 10 min) 7. Twentyman (+ 37 min) 8. Guillet (+ 43 min) 9. Tarl (+ 46 min) 10. Gillot (+ 46 min) 11. Renaud (+ 46 min) 12. Masi (+ 46 min) |
| Angoulême       |             | 10 h 23                     | 1. Mills (-) 2. Holbein (-) 3. Edge (-) 4. Bates (-) 5. Coullibeuf (+ 1 h 09 min) 6. Laval (+ 1 h 18 min) 7. Masi (+ 1 h 26 min)                                                                                                  |
| Ruffec          | 174         | 12 h 30                     | 1. Mills (-) 2. Holbein (+ 30 min) 3. Edge (+ 30 min) 4. Bates (+ 30 min) 5. Laval (+ 1 h 30 min) 6. Coullibeuf (+ 1 h 30 min) |
| Poitiers        | 243         | 13 h 45                     | 1. Mills (-) 2. Holbein (+ 35 min) 3. Edge (+ 35 min) 4. Bates (+ 35 min) 5. Laval (+ 2 h 07 min) 6. Coullibeuf (+ 2 h 07 min) |
| Sainte-Maure    |             | 16 h 55                     | 1. Mills (-) 2. Edge (+45 min) 3. Bates (+45 min) 4. Holbein (+50 min) 5. Laval 6. Coullibeuf |
| Château-Renault |             | 22 h 05                     | 1. Mills (-) 2. Holbein (+1 h 10 min) 3. Edge (+1 h 10 min) 4. Bates (+1 h 10 min) 5. Laval 6. Coullibeuf |
| Vendôme         |             | 23 h 25                     | 1. Mills (-) 2. Holbein (+1h) 3. Edge (+1h) 4. Bates (+1h) 5. Laval (+ 4 h 40 min) 6. Coullibeuf (+ 4 h 40 min) |
| Chateaudun      | 443         | 01 h 00                     | 1. Mills (-) 2. Holbein (+1 h 30 min) 3. Edge (+1 h 35 min) 4. Bates (+1 h 35 min) 5. Laval (+ 4 h 45 min) 6. Coullibeuf |
| Chartres        |             | 02 h 57                     | 1. Mills (-) 2. Holbein (+1 h 11 min) 3. Edge (+2 h 47 min) 4. Bates (+2 h 47 min) 5. Laval ( + 4 h 53 min) 6. Coullibeuf (+ 7 h 32 min) 7. Guillet (+ 9 h 49 min) 8. Bailly (+ 11 h 11 min)                                      |

### Événements de course
- Juste après Libourne, un chien traverse la route provoquant une chute de Laval et de Mills, ils peuvent reprendre la route mais la machine du favori anglais est faussée et rend rapidement l'âme. L'entraîneur d'Holbein lui cède son vélo, sans ce geste, Mills aurait rapidement pu perdre toutes chances ;
- abandon de Twentiman aux environs du centième kilomètre ;
- entre Angoulême et Ruffec, profitant d'une route très accidentée, Mills laisse Holbein, Edge et Bates ;
- aux environs de Chatellerault, Holbein s'arrête quelques instants, Edge et Bates en profitent pour prendre une légère avance ;
- à l'arrivée porte Maillot, plus de 2 000 spectateurs accueillent le vainqueur britannique.

## Classement général final

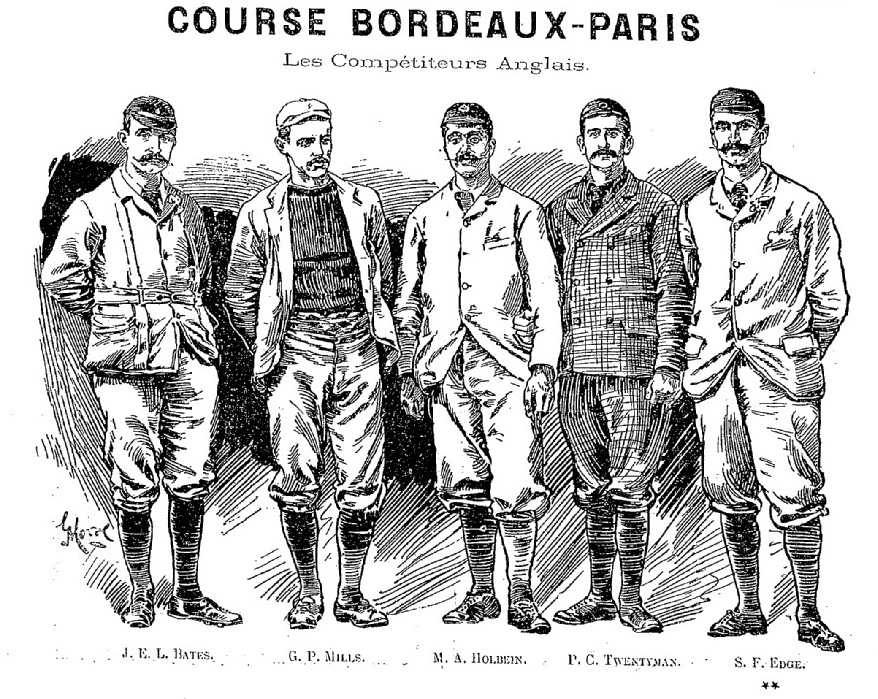
Dessin des participants britanniques de la course paru dans Le Véloce-sport le 4 juin 1891.

| Classement final général | Classement final général | Classement final général | Classement final général | Classement final général |
|                          | Coureur                  | Pays                     | Équipe                   | Temps                    |
| ------------------------ | ------------------------ | ------------------------ | ------------------------ | ------------------------ |
| 1er                      | George Pilkington Mills  | Royaume-Uni              | Angleterre               | en 26 h 34 min 57 s      |
| 2e                       | Montague Holbein         | Royaume-Uni              | Angleterre               | 27 h 50 min 47 s         |
| 3e                       | Selwyn Edge              | Australie                | Angleterre               | 30 h 13 min 49 s         |
| 4e                       | J.l.Bates                | Royaume-Uni              | Angleterre               | 30 h 13 min 57 s         |
| 5e                       | Jiel-Laval               | France                   | Bordeaux                 | 32 h 15 min 32 s         |
| 6e                       | Henri Coullibeuf         | France                   | Vendôme                  | 35 h 18 min 27 s         |
| 7e                       | Pierre Guillet           | France                   | Blain                    | 36 h 43 min 32 s         |
| 8e                       | J. Renaud                | France                   | Paris                    | 40 h 51 min 32 s         |
| 9e                       | Jean-Marie Corre         | France                   | Côte-du-Nord             | 41 h 33 min 32 s         |
| 10e                      | Henri Gillot             | France                   | Paris                    | 41 h 41 min 32 s         |
| modifier                 |                          |                          |                          |                          |